# 全州徳津警察署
全州徳津警察署（チョンジュトクチンけいさつしょ）は、全北地方警察庁所管の警察署である。

## 管轄区域
- 全州市のうち徳津区

## 沿革
- 1970年12月23日 - 北全州警察署として開署。
- 1978年3月1日 - 全州北部警察署に改称。
- 1996年6月29日 - 完州警察署伊西派出所を編入。
- 1999年1月1日 - 2派出所を全州中部警察署（現：全州完山警察署）編入。
- 2006年3月1日 - 全州徳津警察署に改称。伊西派出所を完州警察署に戻す。1派出所を編入。

## 組織
- 警務課
- 生活安全課
- 捜査課
- 情報保安課
- 警備交通課
- 女性青少年課

## 管轄地区隊
- モレネ地区隊
- 牙中地区隊
- 徳津地区隊

## 管轄派出所
- 鎮北派出所
- 湖城派出所
- 東山派出所
- 八福派出所
- ソルレ派出所
- 松川2派出所
- 駅前派出所